# (36517) 2000 QZ74
2000 QZ74 (asteroide 36517) é um asteroide da cintura principal. Possui uma excentricidade de 0.10296740 e uma inclinação de 1.98760º.
Este asteroide foi descoberto no dia 24 de agosto de 2000 por LINEAR em Socorro.